# 駒形どぜう

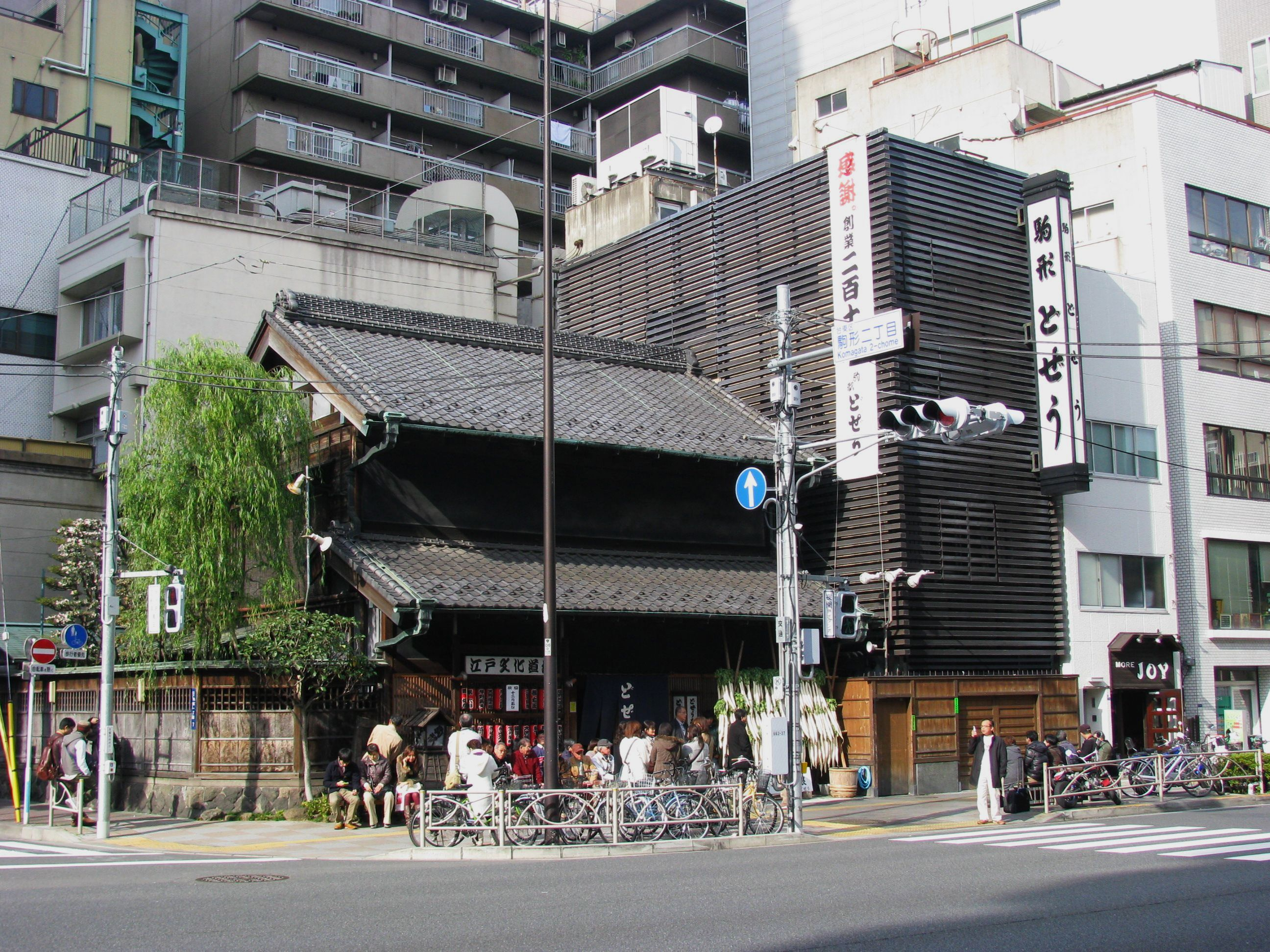
駒形どぜう本店

駒形どぜう（こまかたどぜう、英: Komakata Dozeu）は、江戸・東京の駒形にある、どぜうなべを提供することで知られる飲食店。
なお店舗の所在地の地名は「台東区駒形（こまがた）」だが、店舗の名前は「駒形（こまかた）どぜう」で濁点抜きである。

## 概要
初代が武蔵国から江戸に出て来て数年奉公した後、1801年（享和元年）に浅草駒形でめし屋を開き越後屋助七を名乗り、どぜうなべやどぜう汁を提供し始めた。駒形は浅草寺参詣の主要なルートで、さらに翌年の3月18日から浅草寺のご開帳が行われたこともあって、店は大繁盛。本来「どぢやう」と表記すべきところを、縁起のいい奇数文字の「どぜう」としたのも初代の発案であり、1806年（文化3年）の江戸の大火（文化の大火）によって当店が類焼した際に、「どぢやう」の四文字では縁起が悪いと当時の有名な看板書き「撞木屋仙吉」に頼み込み、奇数文字の「どぜう」と書かせた。他店も当店を模倣し「どぜう」と表記するようになったという。二代目の助七も順調に商売を続け、1848年（嘉永元年）に刊行された『江戸名物酒飯手引草』という当時のグルメガイドに当店の名が記された。 
その後、関東大震災（1923年9月1日）や、東京大空襲でも1945年（昭和20年）3月に焼失したが、再建した。
料理
看板料理はどぜうなべである。

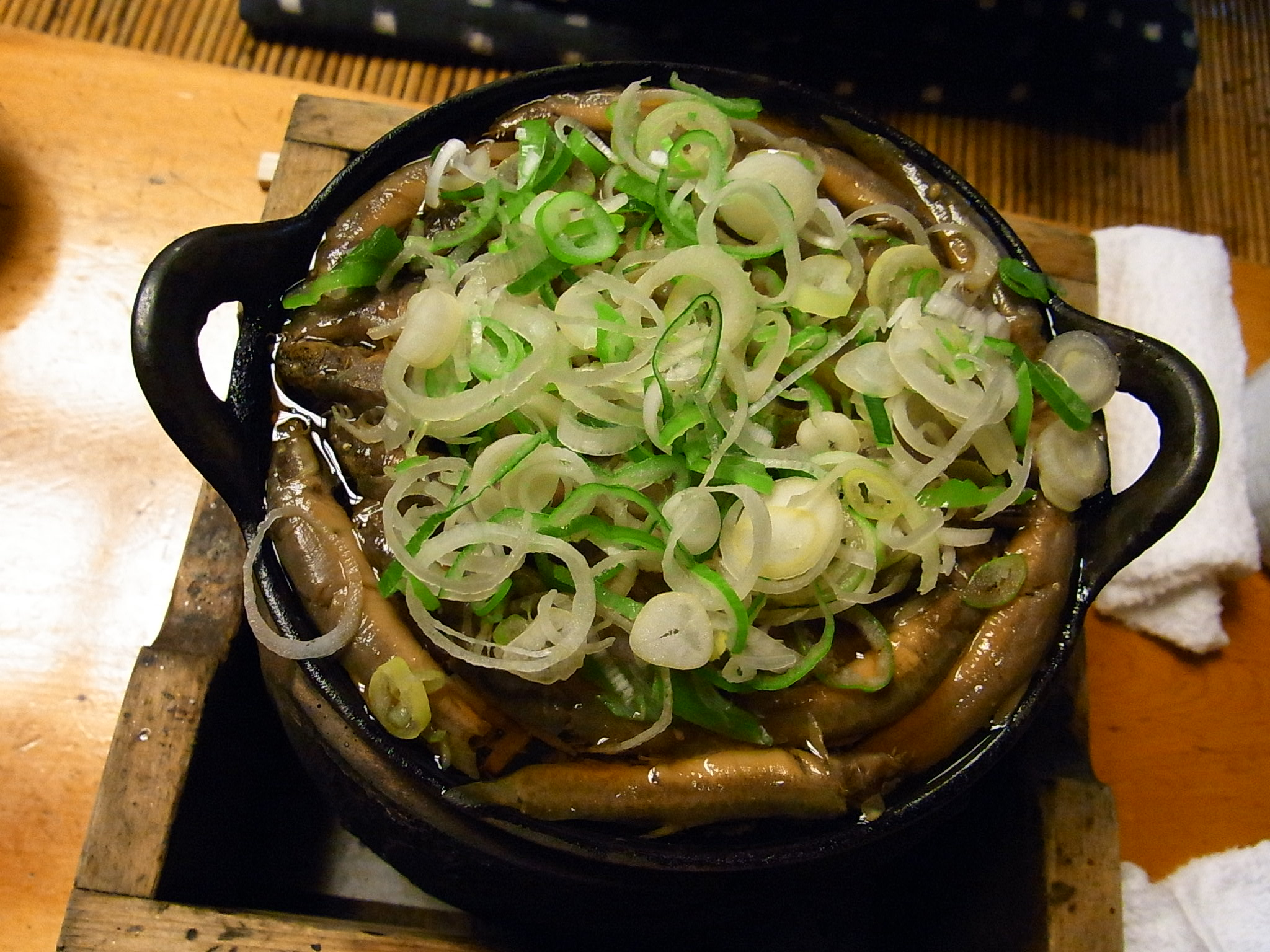
どぜうなべ

これは、生きたままのドジョウに酒をたっぷり振りかけ、体内の水分が酒に入れ替わり泥酔状態になったところを、江戸甘味噌仕立ての汁でゆっくり煮込んだもの。これは初代が、当時高級品だった酒をドジョウに飲ませてみようと考えたもの。このどぜうを鉄なべに並べて提供し、ねぎをたっぷりのせて食すのが江戸の昔からの味わいかた。ねぎや薬味は卓上にたっぷり用意されている。
ほかに、どぜうの柳川なべ、どぜう汁、二代目が始めたくじら鍋なども提供している。また、どぜうなべや柳川鍋などと田楽やどぜう汁とごはんをセットにした定食も提供している。

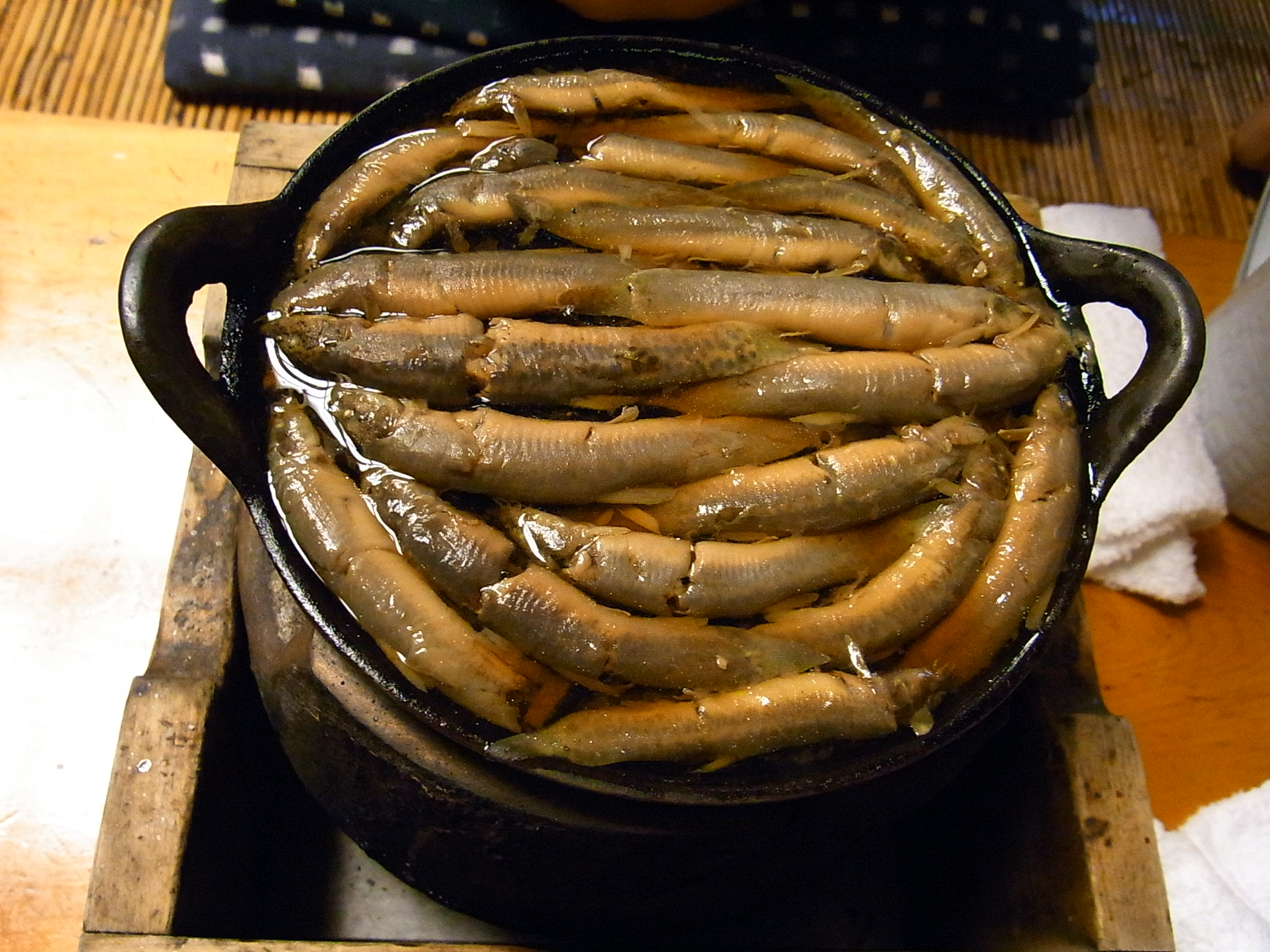
ねぎを載せる前のどぜうなべ。
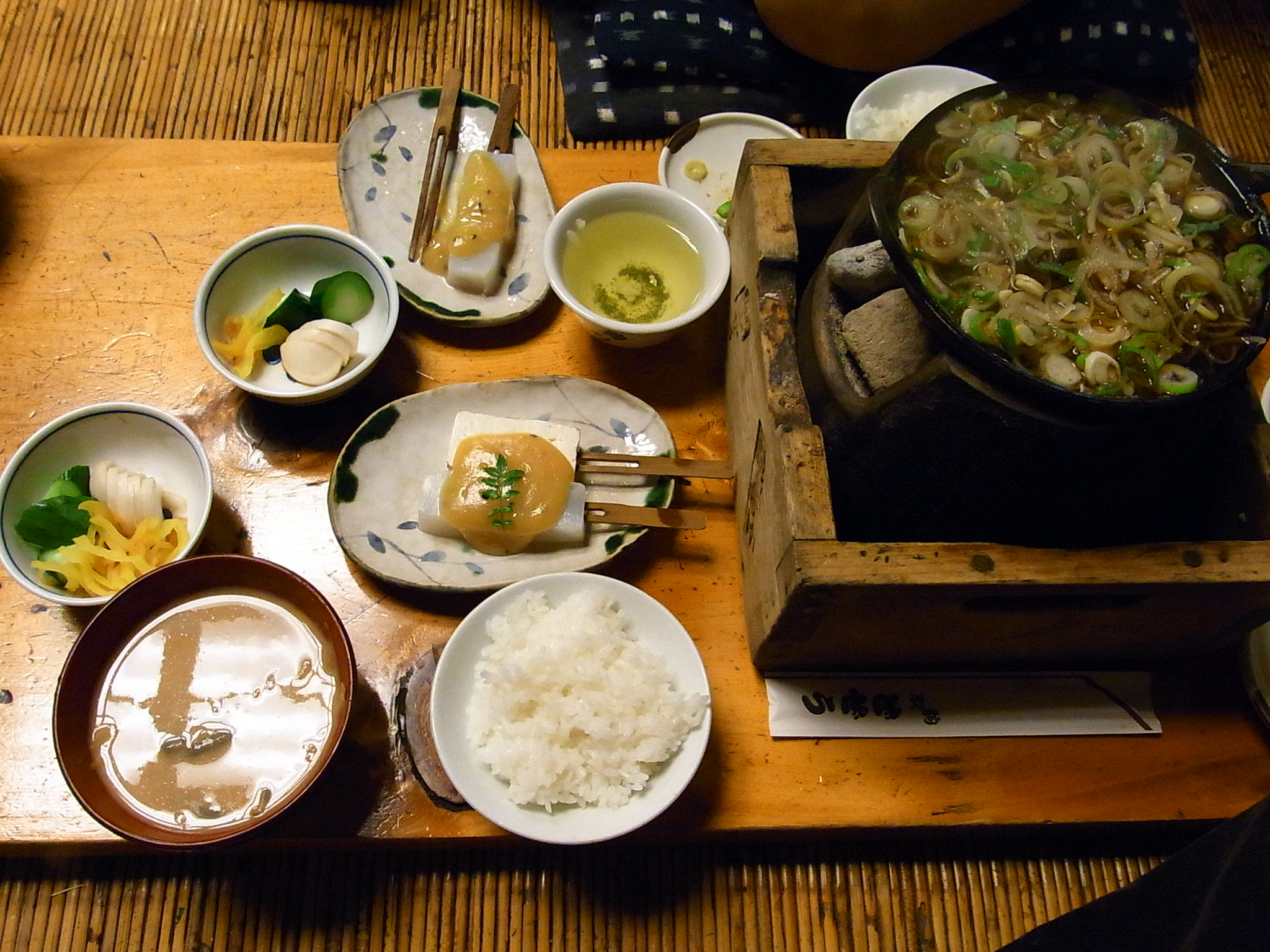
なべ定食（2009年撮影）

本店の1階、暖簾をくぐると目の前に「入れ込み席」と呼ばれる、江戸の風情を今に伝える空間が広がる。2階や地下1階もあり、そちらは椅子席が用意されており、宴会や会食で使うこともできる。

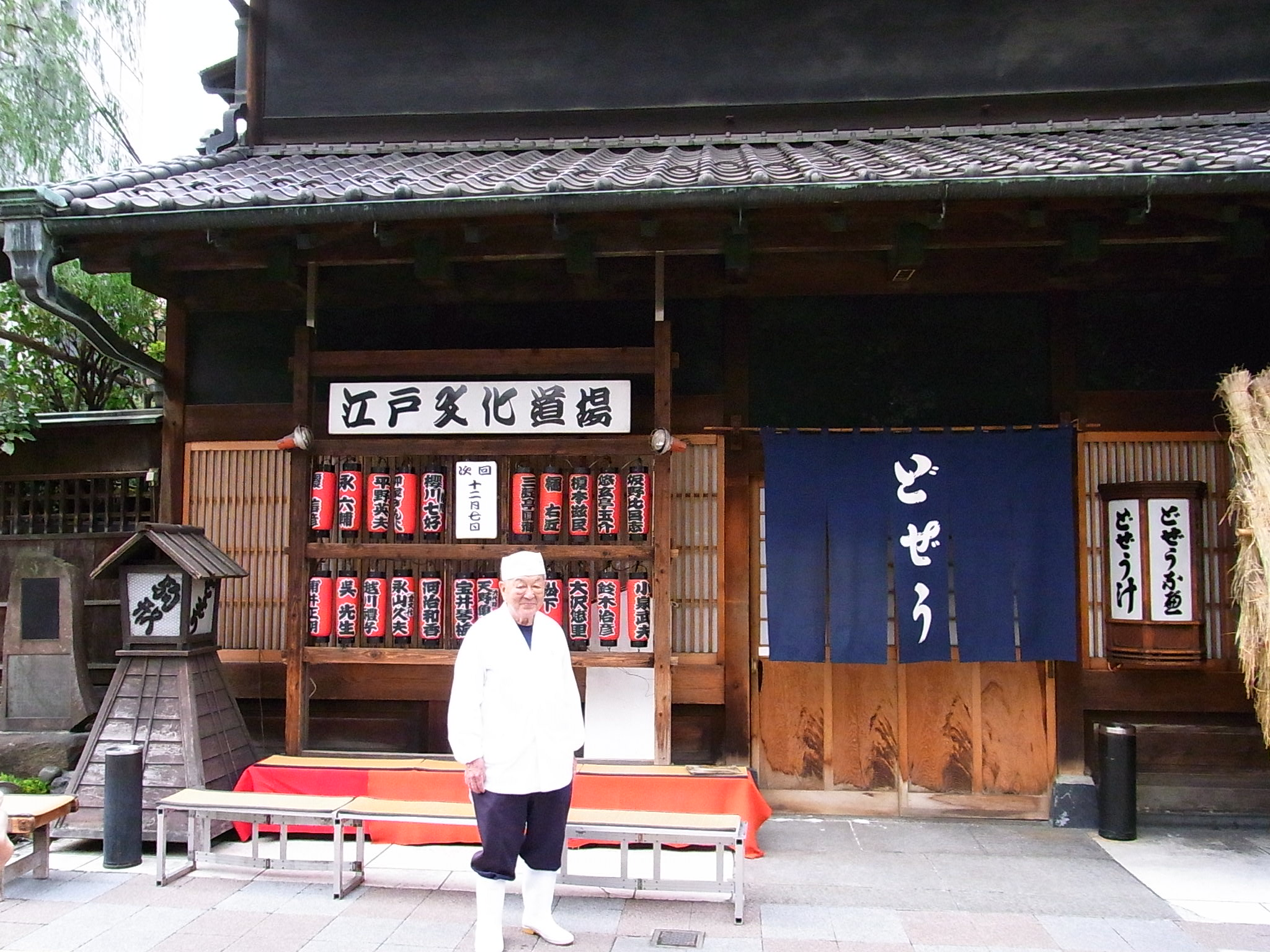
入口、暖簾。その脇に立つ店主（2009年10月撮影）
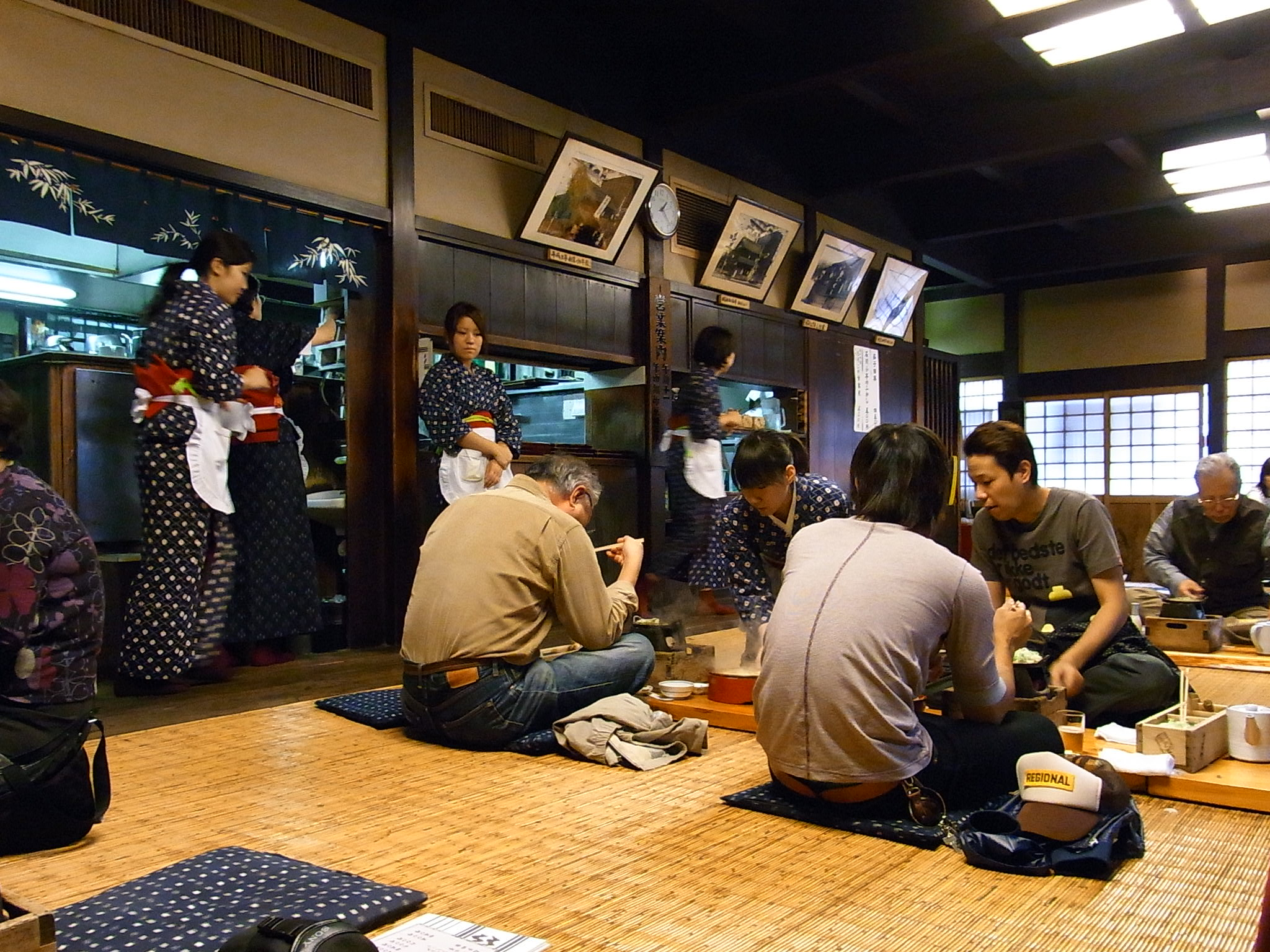
本店1階「入れ込み席」の様子（2009年10月）

## 沿革
- 年代不詳 - 初代、武蔵国（現・埼玉県北葛飾郡）より江戸に奉公に出る
- 1801年（享和元年） - 浅草駒形にめし屋を創業、越後屋助七を名乗り、どぜうなべやどぜう汁を提供する
- 1806年（文化3年） - 江戸の大火（文化の大火）により店が類焼。看板の文字を「どぜう」と3文字にする
- 年代不詳 - 二代目助七が当店を継承し順調に経営、くじらなべの提供も開始
- 1848年（嘉永元年） - 当時の情報誌『江戸名物酒飯手引草』に、駒形どぜうが紹介される
- 1923年（大正12年） - 関東大震災により店が焼失。その後再建
- 1945年（昭和20年） - 第二次世界大戦の東京大空襲で3月10日に店が焼失[3][7]。その後再建

## 営業日、アクセス
営業日時
- 年中無休
- 営業時間 - 平日 午前11時 - 午後9時、土曜 午前11時 - 午後8時

本店所在地
本店所在地は東京都台東区駒形1-7-12。
アクセス
- 鉄道
  - 東武スカイツリーライン - 浅草駅より徒歩10分
  - 東京メトロ銀座線 - 浅草駅より徒歩5分
  - 都営浅草線 - 浅草駅より徒歩2分
  - 都営大江戸線 - 蔵前駅より徒歩5分

支店
本店のほか、渋谷にも支店を開設していたが、2020年以降に閉店。

## その他
江戸通りに面した本店は江戸の商家風の総檜造りで、大名行列を見下ろすことのないよう、2階は黒漆喰で目隠しされている。「柳の下に二匹目のドジョウがいる」の縁起から、店の横には柳の木が植えられている。
江戸文化道場
店内において、隔月に一度、江戸を学ぶ講座を開いている。江戸の食文化をはじめ芸能や工芸、文化論の専門家を招いていて、開催は100回を超えている。2011年（平成23年）に、メセナ大賞「地域文化賞」を受賞した。
- 1月 - 本店創業祭
- 2・4・6月 - 江戸文化道場（本店）
- 7月1・2・3日 - うちわ出し（本店・渋谷店）
- 8月 - 江戸文化道場（アサヒビールフラムドーム4F）
- 10・12月 - 江戸文化道場（本店）[9]